# Maria Christina av Sachsen (abbedissa)

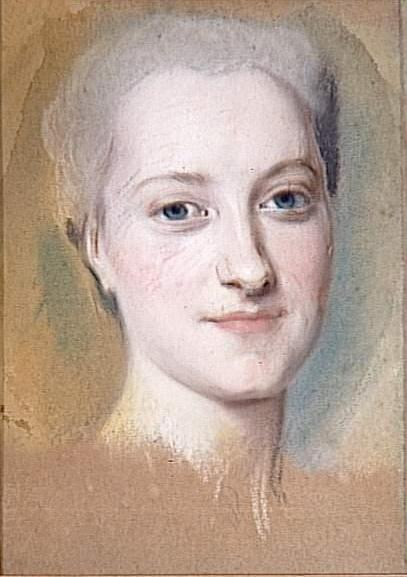
Maria Christina av Sachsen.

Maria Christina av Sachsen, född den 12 februari 1735 i Warszawa, död den 19 november 1782 i Brumath, var en monark inom det tysk-romerska riket som regerande fursteabbedissa av den självstyrande klosterstaten Remiremont i Frankrike. Hon var moster till Ludvig XVI av Frankrike.   

## Biografi
Maria Christina var dotter till August III och Maria Josefa av Österrike. Hon föddes med ett handikapp, och hennes värde på äktenskapsmarknaden gjorde därför att det inte gick att arrangera ett statusmässigt äktenskap för henne. Hennes syster, Maria Josefa av Sachsen var gift med den franske tronföljaren, och Frankrikes drottning Marie Leszczyńska föreslog att Maria Christina skulle gifta sig med hennes far, Lothringens titulärhertig och Polens före detta kung Stanisław I Leszczyński. Förslaget avslogs dock med ett skratt av Maria Christinas far. 
År 1762 kom Maria Christina till Frankrike, där hon tack vare sin systers svärfar Ludvig XV utsågs till koadjutor och efterträdare till ämbetet som abbedissa vid Remiremont. Då Remiremonts förra abbedissa Anna Charlotte av Lothringen avled valdes Maria Christina år 1773 till hennes efterträdare. Från 1775 levde hon i Strassburg på vintern och på slottet Château de Brumath i Brumath om sommaren. 
Maria Christina beskrivs som intelligent och kultiverad och som en skicklig konversatör. Hon upprätthöll ett stort och påkostat sällskapsliv långt över sina tillgångar, älskade att jaga och rida, besökte ofta teatern i Paris och åt så mycket att hon till slut inte kunde gå. Vid hennes död var hennes systerson, Ludvig XVI , tvungen att betala hennes stora skulder.